# Banco Británico de la América del Sud
El Banco Británico de la América del Sud fue un banco británico con sede en Buenos Aires que operó en Argentina, Uruguay y Brasil entre 1888 y 1923. 
Su sede estaba ubicada en Buenos Aires en la esquina de Avenida Bartolomé Mitre y la calle Reconquista. Esta luego se convirtió en la sede del Banco de la Nación Argentina. 

## Historia

Sucursal de Montevideo

Su sede estuvo ubicada primero en la calle De la Piedad N° 400, barrio de San Nicolás, Buenos Aires, frente a las sedes del Banco de Londres y Sudamérica y del Banco de Londres y Río de la Plata .  Fue construida sobre terrenos pertenecientes a las principales familias de la época colonial de Buenos Aires. 
Esta institución se constituyó originalmente con el nombre de Banco Inglés de Río de Janeiro en 1888 y fue refundada con el nombre de Banco Británico de la América del Sud en 1891.  Tenía varias sucursales en América del Sur incluidas Río de Janeiro y Montevideo . 